# Louis Rosenfeld
Louis B. Rosenfeld (1965) é um Arquiteto de Informação, consultor e autor americano, co-autor do livro Information Architecture for the World Wide Web. 

## Biografia
Louis Rosenfeld concluiu a graduação em História pela Universidade de Michigan em 1987, e o mestrado em biblioteconomia pela Universidade de Michigan School of Informações em 1990.
Junto com Peter Morville, ele foi o co-fundador da Argus Associates, uma das primeiras empresas dedicadas exclusivamente para a prática da arquitetura da informação. A empresa de consultoria foi vanguardista no nascente campo de arquitetura de informação até que o estouro da Bolha da Internet em 2001. 
Com Christina Wodtke, Rosenfeld fundou o Instituto de Arquitetura de Informação, em 2002, onde é membro do Conselho Consultivo. Em 2005 fundou a Rosenfeld Media, uma editora voltada para a publicação de títulos do campo de experiência do usuário. Ele foi também co-fundador da Experiência do Usuário de Rede (UXnet)

## Publicações
Livros:
- Morville, P., Janes, J., Rosenfield, L.; Cândido, G. A., Rosenfeld, L. B., & Decandido, G. A. (1999). The Internet Searcher's Handbook: Locating Information, People, and Software. Neal-Schuman Publishers, Inc.
- Morville, Peter, e Louis Rosenfeld. Information architecture for the World Wide Web: Designing large-scale web sites. O'Reilly Media, Inc., 2002/2008.
- Louis Rosenfeld. Search Analytics for Your Site: Conversation With Your Consumers. 2011